# (12182) Storm
(12182) Storm (1973 UQ5) – planetoida z pasa głównego asteroid okrążająca Słońce w ciągu 3,7 lat w średniej odległości 2,39 j.a. Odkryta 27 października 1973 roku.